# 赤穂町 (長野県)
赤穂町（あかほまち）は長野県上伊那郡にあった町。現在の駒ヶ根市の天竜川以西にあたる。本項では町制前の名称である赤穂村（あかほむら）についても述べる。

## 地理
- 山：傘山、空木岳、東川岳、熊沢岳、檜尾岳、宝剣岳、池山、簫ノ笛山
- 河川：天竜川、太田切川

## 歴史
- 1875年（明治8年）1月23日 - 筑摩県伊那郡赤須村・上穂村が合併して赤穂村となる。
- 1876年（明治9年）8月21日 - 赤穂村が長野県の所属となる。
- 1879年（明治12年）1月4日 - 郡区町村編制法の施行により、赤穂村が上伊那郡の所属となる。
- 1882年（明治15年） - 赤穂村の一部が分立して下平村となる。
- 1889年（明治22年）4月1日 - 町村制の施行により、赤穂村・下平村の区域をもって赤穂村が発足。
- 1940年（昭和15年）4月17日 - 赤穂村が町制施行して赤穂町となる。
- 1954年（昭和29年）4月1日 - 宮田町・中沢村・伊那村と合併して駒ヶ根市が発足。同日赤穂町廃止。

## 交通

### 鉄道路線
- 日本国有鉄道
  - 飯田線
    - 伊那福岡駅 - 小町屋駅 - 赤穂駅（現・駒ケ根駅） - 大田切駅

### 道路
- 国道153号

現在は旧町域に中央自動車道の駒ヶ根インターチェンジ・駒ヶ岳サービスエリアが所在するが、当時は未開通。

## 著名な出身者
- 加藤みどり - 小説家、青鞜社員